# Suka Bumi
Suka Bumi is een bestuurslaag in het regentschap Lebong van de provincie Bengkulu, Indonesië. Suka Bumi telt 1030 inwoners (volkstelling 2010).